# نبيل الحيدري
نبيل فخر الدين رافع الحيدري (1961-) أكاديمي وكاتب سياسي عراقي ، ولد في بغداد ونشأ فيها ، وترك العراق البعثي إلى‌ الأردن ثم سوريا وأخيرًا سكن إيران ، وعمل فيها أستاذًا في جامعة طهران والحوزات العلمية الأثنا عشرية في قُم ، ثم درَّس في جامعات بغداد وبيروت ، له عدة مؤلفات عن المذهب الشيعي الاثنا عشري، وعن تاريخ الشيعة في إيران والعراق ، وقد اشتهر بكتبه حول العلاقة بين النظام السياسي الإيراني والمذهب الشيعي الاثناعشري.

## سيرته
ولد نبيل فخر الدين رافع الحيدري في بغداد سنة 1961 م/ 1380 هـ في عهد الجمهورية العراقية الأولى ونشأ بها في عائلة مسلمة شيعية/اثنا عشرية معروفة وكان جده من قادة ثورة العشرين ، وقد حصل على البكالوريوس في الأدب العربي من جامعة بغداد ثم الماجستير من جامعة بيروت، والدكتوراة من كلية بيركبيك بجامعة لندن في الدراسات الإسلامية. فتخصص في الدراسات الإسلامية والأدب العربي.

ترك العراق البعثي بسبب ظروف الحرب الإيرانية العراقية إلى الأردن، ومنها إلى سوريا ثم إيران. وعاش فيها أستاذًا لمدة ثماني سنوات بين جامعة طهران والحوزات العلمية الأثنا عشرية في قُم من 1981 حتى 1989. ثم ترك إيران ودرَّس في جامعات بغداد وبيروت ولندن.

## اهتماماته
كاتب وباحث ومحاضر في قضايا تتعلق بحقوق الإنسان وحقوق المرأة والديمقراطية والحقوق المدنية بالإضافة إلى: الإسلام والحداثة، والتأويل القرآني، والتفكير، والاستشراق والإسلام والمذاهب والأديان في العراق.

كتب «التشيع العربي والتشيع الفارسي: دور الفرس التاريخي في انحراف التشيع» سنة 2014 بعد تجربته الشخصية في التدريس الديني في إيران، حيث واجه اثناء تدريسه «كثيرًا من الظواهر الغريبة والتى تظهر في التشيع الفارسي على الخصوص، وهى مخالفة لصريح القرآن الكريم والسنة النبوية والعقل السليم وتورث الكراهية مع اشقائنا السنة». اعتمد على دور الفرس التاريخي في ما سمّاه «انحراف التشيع» مدخلًا لكشف المصالح النظام الإيراني وبيان الدور الذي لعبه المراجع الشيعة الفرس في عهدي الدولة البويهية والصفوية، وصولاً إلى روح الله الخميني وتصدير الثورة وولاية الفقيه السياسية والدينية، للسيطرة على ما يسميه «التشيع العربي». وهو يعتقد بالعنصرية الإيرانية الفارسية تجاه العرب وأن «التشيع الفارسي» يحارب هوية «الشيعة العربية». وأستخدم أيضًا مصطلح «لاهوت الإمامة» للتعريف عن الغلو في الإمامة حيث يرتفع فيها الإمام الشيعي الإثنا عشري فوق النبوة ليحتل صفات الإلوهية والربوبية بمختلف أبعادها. واهتمم بالفترة البويهية ويرى أنها الفترة الأولى لتشويه التشيع ودخول الجذور الفارسية فيه. وهو يعتقد هناك «محاولة ومؤامرة فارسية ضد رموز التشيع العربي تاريخيًا وحاليًا.»  وجه نقده اللاذع لرجال الدين حتى علي السيستاني. قدم فيه دراسة نقدية لعدد من معالم التدين الشيعي. كان لكتابه صدى كبير في الصحافة العربية والغربية لتوسيع البحث وتقديم إجابات علمية ووثائقية. وهناك آراء مختلفه حوله،‌ وصفه جريدة اليوم السعودية «تأسيس مشروع كبير متكامل للوحدة الإسلامية»، وأحيانًا يقارن الكتاب مع التشيع العلوي والتشيع الصفوي‌ (1972) لعلي شريعتي. وهناك انتقادات حوله من جانب العراقيين، خاصة عن آرائه حول محمد باقر الحكيم وعلي السيستاني. وقد أدرج معرض الجزائر الدولي للكتاب 2017 كتابه «التشيع العربي والتشيع الفارسي» ضمن قائمة الكتب المحظورة.

ثم نشر كتابه «التنوير والإصلاح الإجتماعي بين علي الوردي وعلي شريعتي» في 2018 في المقارنة بين عالمي اجتماع معاصرين في العراق وإيران هما علي الوردي وعلي شريعتي، حيث قام كل منهما بدراسة مفصّلة لمجتمعه وبيئته، وتطورات المجتمع، والعوامل المؤثرة في حركته وتغيره. وبعده صدر «أبو العلاء المعري ثائراً» وقام فيه بدراسة أكاديمية جديدة يتناول حياة أبو العلاء المعري وثورته الفكرية والفلسفية.

## مؤلفاته
- «الإمبراطورية الفارسية: صعود وسقوط»[12]، 2016 (ردمك 9786035038607)
- «التشيع العربي والتشيع الفارسي: دور الفرس التاريخي في انحراف التشيع»، 2014 (ردمك 9781908918901)
- «أبو العلاء المعري ثائراً»، 2016 (ردمك 9786140118270)
- «التنوير والإصلاح الإجتماعي بين علي الوردي / العراق وعلي شريعتي / إيران»، 2018 (ردمك 9789948396895)
- «إيران من الداخل»، 2016 (ردمك 9786140121737)

## وصلات خارجية
- في موقع الناس